# Гонконг на зимових Олімпійських іграх 2018
Гонконг на зимових Олімпійських іграх 2018, які проходили з 9 по 25 лютого 2018 в Пхьончхані (Південна Корея), був представлений 1 спортсменом в 1 виді спорту.

## Спортсмени
| Вид спорту          | Чоловіки | Жінки | Всього |
| ------------------- | -------- | ----- | ------ |
| Гірськолижний спорт | 0        | 1     | 1      |
| Всього              | 0        | 1     | 1      |